# Emoia tropidolepis
Emoia tropidolepis är en ödleart som beskrevs av  George Albert Boulenger 1914. Emoia tropidolepis ingår i släktet Emoia och familjen skinkar. Inga underarter finns listade i Catalogue of Life.